# Buffé

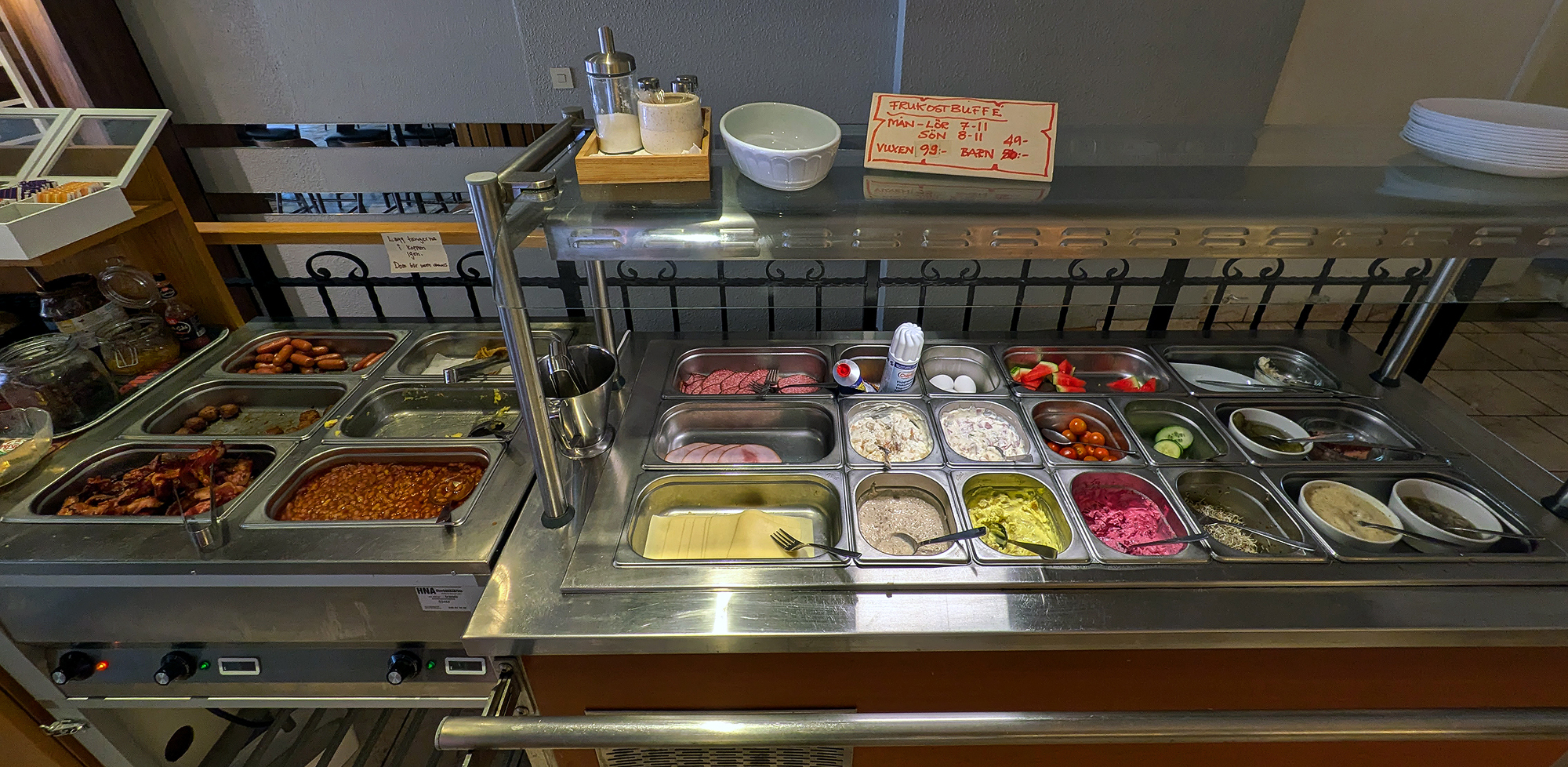
Frukostbuffé på ett kafé i centrala Ystad 2025.

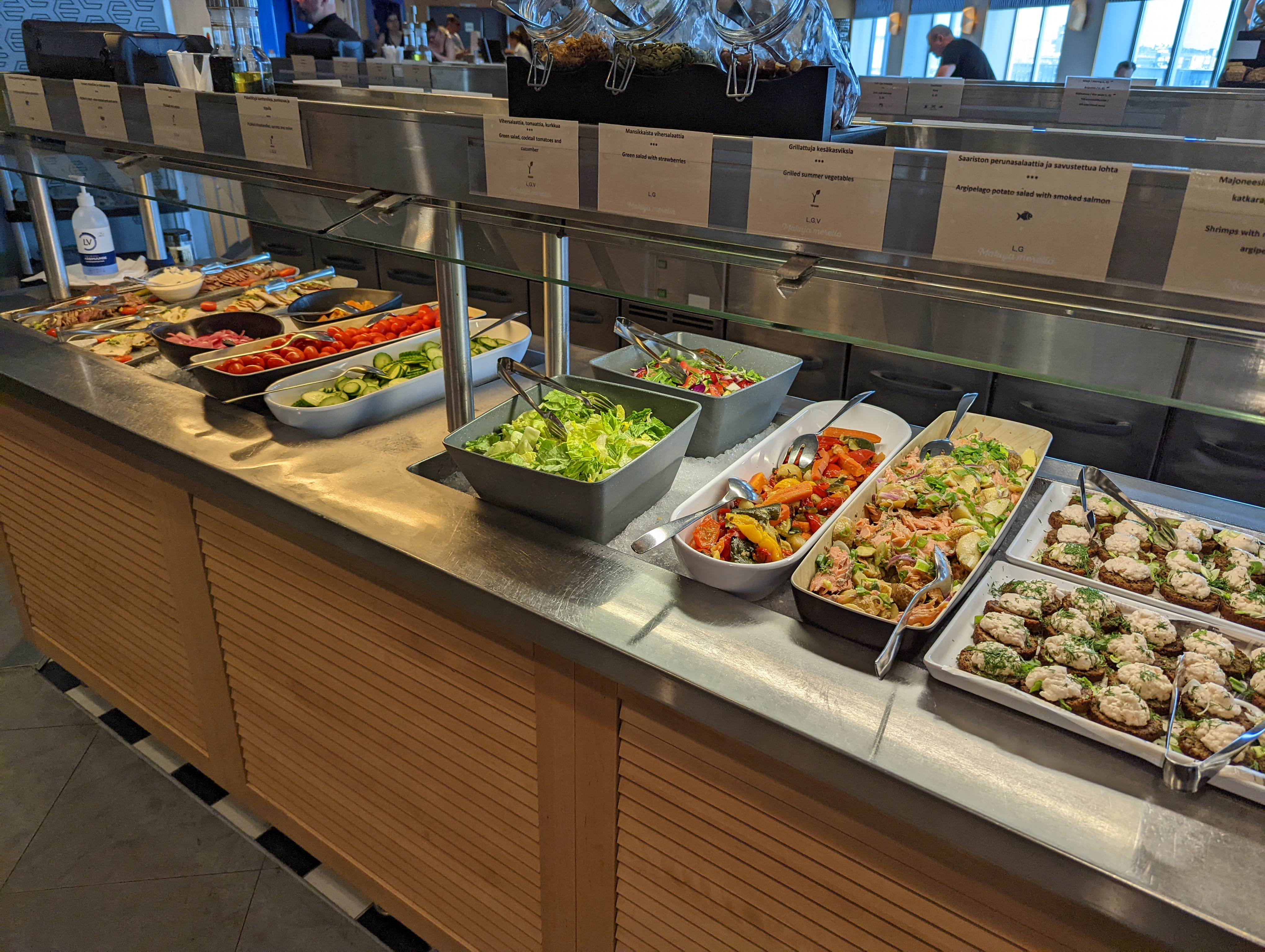
Buffé på ett kryssningsfartyg.

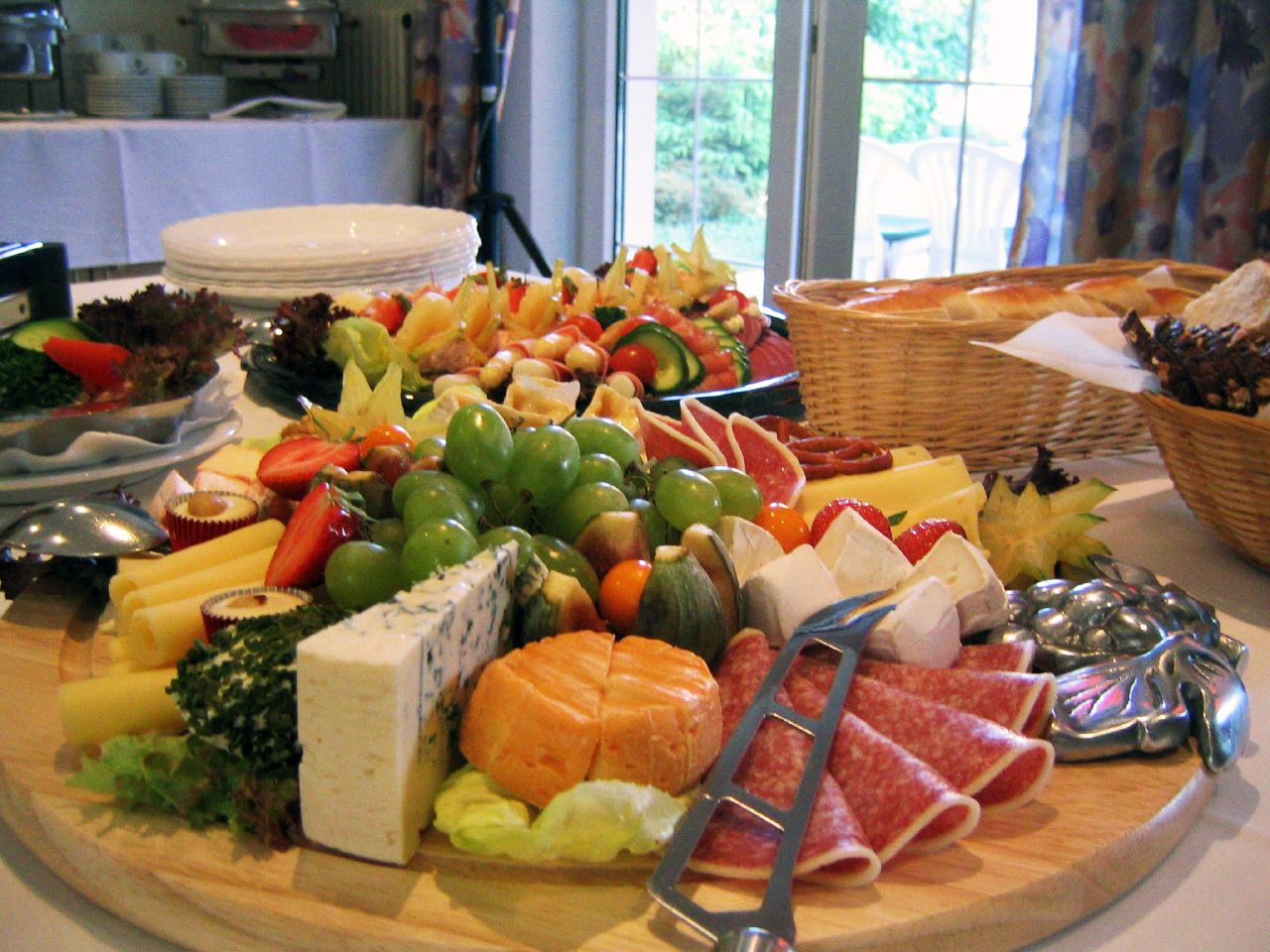
Tysk buffé.

Buffé (ibland stavat byffé, även om det avråds i SAOL, i Finland även buffet med hörtbart "t") är ett rum eller fristående bord där de ätande själva förser sig med mat och dryck, där maten vanligen består av olika smårätter. Det kan även kallas gående bord. Vanligen innebär buffé att de ätande kan gå flera gånger och ta olika rätter varje gång. Exempelvis vid julbord är det vanligt att först ta kallskuret och fisk, och sedan på andra varvet ta varm mat och den tredje gången dessert.
Ordet kan även avse den möbel, varpå rätterna framdukas (skänkskåp, eller i kortform skänk).
Smörgåsbord är ett exempel på buffé.
Buffé (med olika stavningar) är belagt i svenska språket sedan början av 1700-talet och kommer från franskan med okänt ursprung. I slutet av 1800-talet och början av 1900-talet ansågs stavningen buffé vara ovårdad.[källa behövs]

## Smittorisk
Bufféer medför ökad smittorisk för vinterkräksjuka.
På solsemestern bör man hellre beställa à la carte än buffé för att undvika magsjuka.
Den som anordnar en buffé kan minska smittorisken genom att bland annat hålla hög handhygien, diska köksredskap som används, använda kylklampar under uppläggningsfat, ställa fram lite mat åt gången, täcka maten med flugnät eller plastfolie och efteråt snabbt kyla ned eventuella matrester.